# Yaghvāsī
Yaghvāsī (persiska: يَغواسی, یغ واسی) är en ort i Iran.   Den ligger i provinsen Kurdistan, i den nordvästra delen av landet, 400 km väster om huvudstaden Teheran. Yaghvāsī ligger 1 572 meter över havet och antalet invånare är 316.
Terrängen runt Yaghvāsī är huvudsakligen kuperad, men åt sydväst är den platt. Runt Yaghvāsī är det ganska tätbefolkat, med 185 invånare per kvadratkilometer. Närmaste större samhälle är Kāmyārān, 5,1 km sydväst om Yaghvāsī. Trakten runt Yaghvāsī består i huvudsak av gräsmarker.